# افشار قاسملو (اسدآباد)
افشار قاسملو خاندانی از تیره قاسملوی ایل افشار در اسدآباد همدان. اجداد این خانواده چهاربرادر به نام‌های زهرمار خان، نصرالله‌خان، صالح‌خان و خان‌جان‌خان بودند که نادرشاه آنان را پس از بیرون راندن قوای عثمانی از همدان، در اسدآباد حکومت داد. به همراه این چهاربرادر، طایفه‌ای از ایل افشار نیز به اسدآباد آمدند و به این واسطه جلگه اسدآباد به «جلگه افشار» مشهور شد.
از افراد این خانواده، چندتن در دوره قاجار صاحب مناصب و مقام بودند. از نسل زهرمارخان، فرزند او کلبعلی‌خان حسام‌الملک که در دربار محمدشاه صاحب نفوذ بوده و در جنگ هرات فوج اخلاص افشار را فرماندهی می‌کرده است. مشهور است که محمدشاه دختر خود را به همسری او درآورده. پس از کلبعلی‌خان پسر او خانلرخان به فرماندهی فوج اخلاص و حکومت اسدآباد می‌رسد و پس از او حسن‌خان سرتیپ، پسر خانلرخان صاحب این مناصب می‌شود. محمدحسین‌خان اشرف‌الملک، پسر حسن‌خان دو بار به حکومت اسدآباد منصوب می‌شود. بار اول در دوره مشروطه و دیگر بار در جنگ جهانی اول. او صاحب «قلعه حسام‌آباد» بوده است.
نصرالله‌خان، برادر دوم، صاحب پسری به نام محمدولی‌خان و او نیز (از دختر فرج‌الله‌خان افشار جد خاندان ساری اصلانی) صاحب فرزندی به نام سلیمان خان افشار بوده است. سلیمان خان با دختر فتحعلی‌شاه قاجار ازدواج می‌کند و در آغاز سلطنت ناصرالدین‌شاه مورد توجه مهدعلیا قرار گرفته، ملقب به صاحب اختیار شده و به حکومت اسدآباد منصوب می‌شود. صاحب اختیار دو پسر به نام‌های خان‌باباخان و علی‌خان داشت. از خان‌باباخان پنج اولاد ذکور و از علی‌خان دو پسر به نام‌ها «سالار نصرت» و «سالار حشمت» برجای ماند. این خانواده صاحب «قلعه خاکریز» اسدآباد بودند.
در اعقاب صالح‌خان و خان‌جان‌خان افراد سرشناسی وجود نداشته‌اند.